# Епархия Патуса
Епархия Патуса (лат. Dioecesis Patosensis) — епархия Римско-Католической церкви с центром в городе Патус, Бразилия. Епархия Патуса входит в митрополию Параибы. Кафедральным собором епархии Патуса является церковь Пресвятой Девы Марии.  

## История
17 января 1959 года Римский папа Иоанн XXIII издал буллу «Quandoquidem Deus», которой учредил епархию Патуса, выделив её из епархии Кажазейраса.

## Ординарии епархии
- епископ Expedito Eduardo de Oliveira (1959—1983)
- епископ Gerardo de Andrade Ponte (1983—2001)
- епископ Manoel dos Reis de Farias (8.08.2001 — 27.07.2011), назначен епископом Петролины
- епископ Eraldo Bispo da Silva (7.11.2012 — по настоящее время)

## Источник
- Annuario Pontificio, Libreria Editrice Vaticana, Città del Vaticano, 2003, ISBN 88-209-7422-3
- Булла  Quandoquidem Deus  (лат.)